# Julkonsert

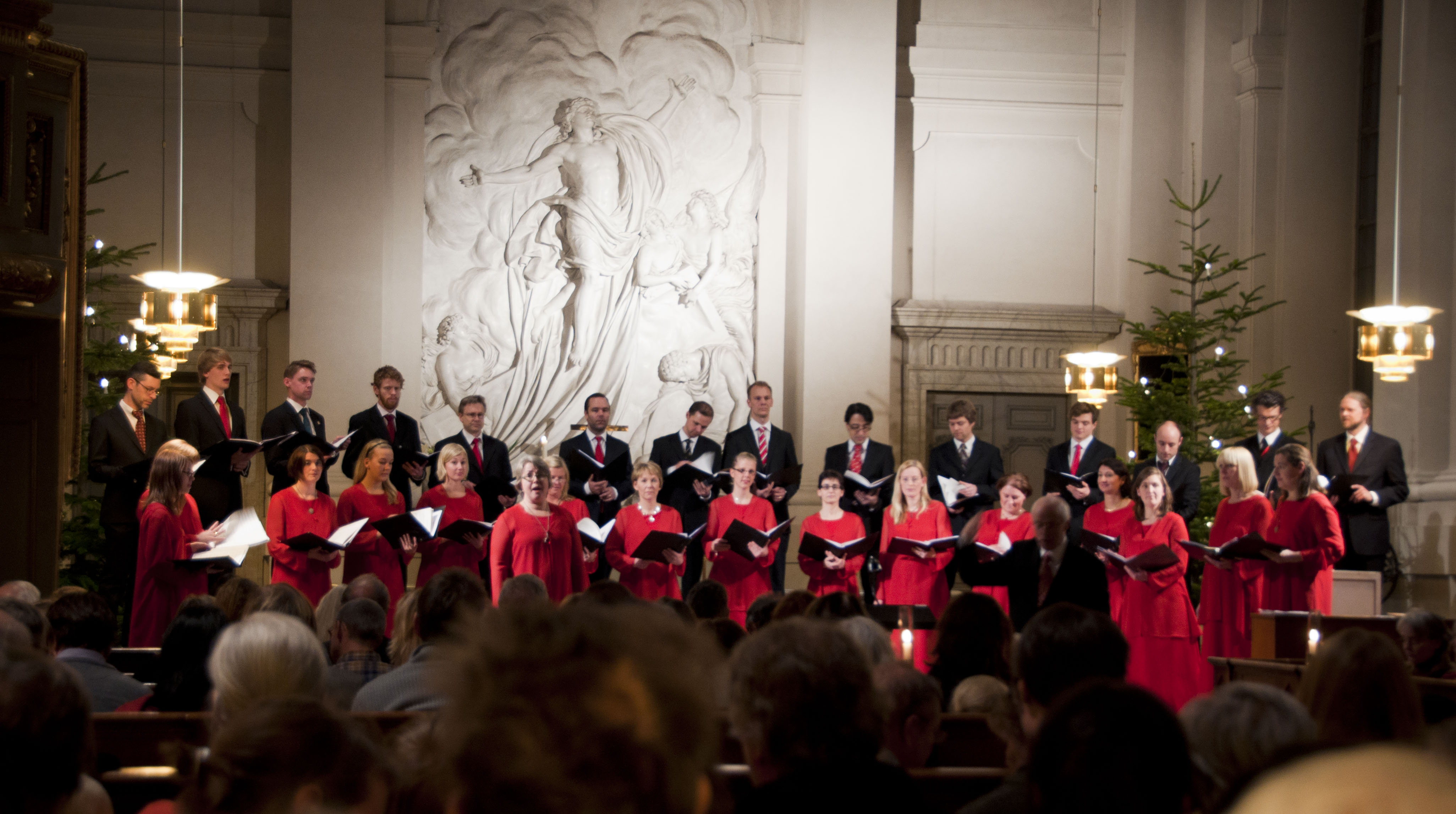
Julkonsert i Adolf Fredriks kyrka med Mikaeli Kammarkör 2010.

En julkonsert kallas de konserter med advents-, Lucia- och julmusik som brukar hållas i konserthus, inomhusidrottsarenor och kyrkobyggnader från första advent och fram till trettonhelgen. Sångerna brukar varvas med tal om julens innebörd, till exempel någon som läser och berättar om julevangeliet. Ofta medverkar kända artister och grupper, men annars är det vanligt med lokala körer.

## Finland
Julkonserter är en relativt ny tradition i Finland. Under de första årtiondena av 1900-talet grundades många körer i det svenskspråkiga Finland, men de brukade inte ordna julkonserter. År 1947 började dock studentkörerna vid Åbo Akademi, Florakören och Brahe Djäknar, ordna adventskonserter i Åbo domkyrka. Det stora uppsvinget för julkonserter i Finland skedde på 1980-talet och deras antal har därefter kontinuerligt ökat.
I Finland består stamrepertoaren på julkonserter ofta av barnvisor, psalmer, religiös-nationella sånger och engelska carols, men i nya arrangemang och utformningar. 
Att gå på julkonsert har blivit en viktig del av många finländares jultraditioner. I julkonserten ingår en andlig dimension; att stilla sig, sitta tyst och uppleva sig som en del av ett större sammanhang, där det ingår historia, evighet, litenhet, andlighet, det egna livets utformning och det egna sociala sammanhanget.

### Fotnoter
1. ↑  Jonas Adolfsson (9 december 2016). ”Kyrkor ger julkonserter till Sverige” (på svenska). Världen i dag. http://www.varldenidag.se/nyheter/kyrkor-ger-julkonserter-till-sverige/Bbbple!Eajmq4UuEbKSv5zaE7Jsg/. Läst 6 januari 2018.
2. 1 2 3  Anne Bergman; Carola Ekrem (2020). ”Hur julens musik blev julmusik”. Stora finlandssvenska festboken. Svenska litteratursällskapet i Finland. https://www.sls.fi/sv/utgivning/stora-finlandssvenska-festboken